# 컴백홈 (영화)
《컴백홈》은 한국에서 제작된 이연우 감독의 2022년 코미디, 드라마 영화이다. 송새벽 등이 주연으로 출연하였다.

## 출연

### 주연
- 송새벽 : 기세 역
- 라미란 : 영심 역
- 이범수 : 강돈 역

### 조연
- 이경영 : 팔출 역
- 김원해 : 성봉 역
- 이준혁 : 필성 역
- 오대환 : 택규 역
- 인교진 : 상만 역
- 이중옥 : 준철 역
- 황재열 : 만철 역
- 이상원 : 태호 역
- 이선율 : 미나 역

### 특별출연
- 안석환 : 팔룡회 서산 역
- 염동헌 : 팔룡회 공주 역
- 이윤건 : 팔룡회 계룡 역
- 임형택 : 팔룡회 당진 역
- 나종민 : 팔룡회 보령 역
- 윤세웅 : 팔룡회 논산 역
- 김대희 : 김대희 (본인) 역
- 김준호 : 김준호 (본인) 역
- 김지민 : 김지민 (본인) 역

### 단역
- 강은진 : 염 PD 역
- 최환이 : 덩치 역
- 김영휘 : 조직원 1 역
- 서인혁 : 조직원 3 역
- 신민호 : 조직원 4 역
- 노진영 : 형사 1 역
- 배강민 : 형사 3 역
- 천영암 : 성봉 조직원 1 역
- 문학진 : 성봉 조직원 2 역
- 남지우 : 성봉 조직원 3 역
- 이현빈 : 선화 역
- 유석원 : 금은방 주인 역
- 김사훈 : 과거 친구 1 역
- 김범태 : 과거 친구 3 역
- 권윤구 : 건달 1 역
- 황정훈 : 건달 2 역
- 김현창 : 건달 3 역
- 홍대영 : 안치실 직원 역
- 오윤수 : 조연출 역
- 김영훈 : 개그맨 2 역
- 이택희 : 후배 1 역
- 김예나 : 후배 2 역
- 이현영 : 여 가수 역
- 박정숙 : 서울 집 주인 역
- 서하영 : 과거 리포터 역
- 오누리 : 요정 아가씨 역
- 강민태 : 만수당 배달원 역